# Disney's Mineral King Ski Resort
Disney's Mineral King Ski Resort fut un projet de station de ski développé par Walt Disney et les Walt Disney Productions à la fin des années 1950 et au début des années 1960.

## Le projet
Disney avait acheté un terrain dans la vallée de Mineral King en Californie pour en faire une station de ski et un centre de villégiature Disney. Le site était situé juste au sud-ouest de l'actuel Sequoia and Kings Canyon National Parks
Le projet fut annulé à la suite d'une décision fédérale basée sur des considérations environnementales liées à la proximité des terrains acquis par rapport au Sequoia & Kings Canyon National Park.

### Les origines
En plus du polo et des miniatures ferroviaires, Walt Disney adorait le ski. Mais en 1960, ses problèmes de santé ne lui permettaient plus que de s’occuper de ses miniatures. 
Walt souffrait du dos et du cou à la suite d'un accident de polo et avait des difficultés à respirer à cause de son cancer des poumons, dont il mourut en 1966. Malgré cela, il continua à aimer le ski.
En 1958 lors d'un tournage en Suisse au sein d'une station de ski, Walt se passionna pour la gestion, la conception et la clientèle de ce type de lieux de vacances. Après le succès croissant de Disneyland, trois ans plus tôt, Walt s'intéressait à de nouvelles entreprises et il voulait renouveler ce monde comme il l'avait fait pour les parcs de loisirs.
Les réalisations de Walt Disney Imagineering lors des Jeux olympiques d'hiver de 1960 à 
Squaw Valley en Californie le convainquirent du bien-fondé de sa vision. Ce fut à cette occasion qu'il rencontra Willy Schaeffer, un expert en ski allemand, auquel il demanda de l'aide pour concevoir la partie sportive de sa station de ski.
Comme pour Disneyland, Walt fit faire des recherches sur les meilleurs sites pour son projet. Aspen (Colorado) et Mammoth Mountain en Californie furent retenus ainsi qu'une vallée à proximité du Sequoia National Park, la Mineral King Valley. Cette dernière était peu exploitée et « parfaite pour le ski » d'après Schaeffer. Ainsi la Walt Disney Company se lança dans l'achat du maximum de parcelles de terrain possible.

### Le contenu
Walt Disney conçut la station comme il envisageait le domaine de Walt Disney World Resort en Floride. Il ne voulait autoriser les voitures que dans le fond de la vallée afin de préserver la nature. L'accès à la station devait se faire par un train type monorail, comme entre le Magic Kingdom et son parking. Mais la route devait être élargie pour drainer le flot de visiteurs jusqu'au site (du moins le parking). Walt Disney avait regroupé près de 50,99 km² (5099 ha) de terrain.
Walt présenta son projet lors d'une conférence de presse avec le gouverneur Edmund Brown le 19 septembre 1966. Il annonça qu'il désirait que l'État de Californie construisit une autoroute jusqu’à l'entrée de la vallée autrement quasiment inaccessible. Ce fut sa dernière conférence de presse. Il nomma Bob Allen comme responsable du projet.
Walt proposa pour son village alpin au cœur des forêts californiennes de nombreux services :
- 2 hôtels
- 10 restaurants
- une chapelle
- une patinoire
- 2 théâtres
  - une salle pour comédie musicale ou pièce de théâtre
  - une salle pour un prototype du Country Bear Jamboree
- des pistes de ski avec télésièges

Les chiffres avancés par les équipes de Disney furent bien supérieurs aux prévisions des services forestiers. Disney envisageait 3 000 visiteurs passant la nuit sur le site et 3 600 places de parking, comparé aux 100 personnes et 1 200 places pour l'administration forestière. En conséquence le système routier devait énormément être amélioré.
Les terrains pour le Mineral King Ski Resort sont achetés en 1965 et en 1967, un financement des routes desservant le site est validé par Commission des autoroutes de Californie (en) sur sept ans jusqu'en 1973.

### La fin d'un projet
La mort de Walt Disney le 15 décembre 1966 réduisit toutefois la motivation de la direction de la société qui préféra se concentrer sur le projet Florida, avec son parc à thèmes, un domaine que l'entreprise maîtrisait mieux.
En plus, l'autoroute voulue par Walt aurait dû traverser le parc Sequoia National Park. Les routes étant interdites  dans les parcs nationaux américains, cette balafre appela des questions sur la conservation et l'impact de l'homme sur la nature. Elles furent posées à une cour de justice.
D'autre part, en 1969 un employé de Disney fut tué et des bâtiments détruits par une avalanche, les normes de sécurité applicables ne pouvaient pas être celles d'un parc d'attraction, c'est ce qu'apprirent les gens de Disney. En 1975 avec le projet au point mort, plusieurs éléments sont transférés sur Walt Disney World dont EPCOT qui devient un parc à thème sur le futur et non une ville du futur.
Le procès durant plus de dix ans et la société Disney commença à se désintéresser du projet en raison de la hausse vertigineuse des infrastructures routières tandis que le public protestait contre le projet. L'épilogue eut lieu en septembre 1978 quand le service des parcs nationaux américains racheta les terrains (5099 ha) et les incorpora au Sequoia National Park. La vallée est restée à l'état sauvage.
Pour Disney, le projet ne fut pas totalement vain malgré vingt années sans aboutissement concret, des éléments ont nourri les autres projets de la société :
- l'attraction Country Bear Jamboree fut construite en 1971 au Magic Kingdom de Walt Disney World Resort puis à Disneyland en 1972[5]
- l'hôtel Disney's Wilderness Lodge Resort reprend le thème et certains concepts visibles sur les esquisses du Mineral King Ski Resort

### Le projet Independence Lake
Un autre projet de station de ski émargea juste après la fin de celui de Mineral King, au Independence Lake, près de Truckee dans la Sierra Nevada en Californie, consistant en la récupération d'une parcelle de terrain autour du lac, détenu par le gouvernement et la Southern Pacific Railroad. Entamé en décembre 1971, le projet est situé au nord du Lac Tahoe sur des terrains en partie privé, réduisant le problème rencontré avec le Mineral King, au pied du mont Lola. Le projet est officialisé en juillet 1974 dans la presse et comprend le regroupement de deux parcelles, l'une de 7 300 acres (29,54 km2) détenue par la Southern Pacific et l'autre de 2 200 acres (8,9 km2) par la Sierra Pacific. Mais Disney propose des échanges de parcelles au Service des forêts des États-Unis afin de rationaliser le terrain, puis le service se lance dans une étude puis plusieurs études d'impact environnemental.
En 1977, Disney présente un pré-projet de 100 millions d'USD comprenant 1 600 places de restauration, 9 boutiques, un village de 55 000 pieds carrés (5 110 m2), des hôtels représentant 2 900 lits et 500 emplacements de camping durant l'été. Au niveau loisirs, le complexe doit aussi proposer un théâtre avec salle de conférence, une patinoire, une piscine avec spa, 12 terrains de tennis, des espaces de pêche et de bateaux, un centre équestre et même une station service le tout entretenu par un millier de cast members. Disney prévoit une fréquentation maximale de 10800 personnes par jour en haute saison hivernale et 1,8 million de visiteurs par an. Une route doit aussi relier la voie rapide U.S. Route 89, célèbre pour ses paysages.
Ces nombreux éléments semblent avoir dissuadé une partie de la population locale ainsi que les agences gouvernementales de valider l'impact environnemental. Le 22 mars 1978, un article du Los Angeles Times cite Wing Chao, chef de projet chez Disney, qui accuse les agences d'avoir saboté le projet. Par la suite, les différents rapports confirment que les impacts sont importants et sans alternative.